# Castel Mella
Castel Mella (lombardul: Castelmèla) település Olaszországban, Lombardia régióban, Brescia megyében. Lakosainak száma 10 894 fő (2023. január 1.). Castel Mella Azzano Mella, Brescia, Capriano del Colle, Flero, Roncadelle és Torbole Casaglia községekkel határos.

## Népesség
A település lakossága az elmúlt években az alábbi módon változott:
| Lakosok száma | 10 993 | 11 010 | 10 894 |
|               | 2017   | 2018   | 2023   |